# Sero venientibus ossa
 Sero venientibus ossa лат.(изговор: серо венијентибус оса.) Онима који дођу касно, кости.

## Латинска изрека другачије
Tarde venientibus ossa (изговор: тарде венијентибус  оса.) срп. Доспјелом оклијевајући, кости.

## Значење
Оне који долазе касно на гозбу дочекаће кости.

## Шире значење
Треба бити тачан!